# 몬트세랫의 코로나19 범유행
몬트세랫에서의 코로나19 범유행은 코로나바이러스감염증-19 (COVID-19)의 세계적인 바이러스 범유행의 일환으로 2020년 3월 17일에 처음 발생한 것으로 확인되었다. 첫 번째 사망은 2020년 4월 24일에 발생하였다. 5월 15일까지 모든 환자가 회복되고, 이후 더 이상의 확진자가 없다가 7월 10일 새로운 확진자가 발견됐다. 8월 7일부터는 다시 더 이상의 확진 사례가 발견되지 않았다.

## 배경
1월 12일 세계보건기구(WHO)는 2019년 12월 31일부터 중화인민공화국 후베이성 우한시에서 발생한 집단 호흡기 질환이 신종 코로나바이러스에 의한 것이란 것을 확인하였다.
2003년에 유행한 중증급성호흡기증후군(SARS)보다 사망률은 현저히 낮지만, 전염성이 굉장히 강하여 결국 사망자가 더 많아졌다.

몬트세랫은 2018년 인구 조사 때 총 4,649명의 인구가 살고 있었다. 코로나를 검사하는 것은 5월 13일에 몬트세랫에서 테스트 기계를 받기 전까지 카리브해의 공중보건국이 시행하였다. 기본 구급이 되어 있지 않은 작은 병원에서는 앤티가섬이나 과들루프에 위치한 전문화된 병원에 가서 테스트를 받아야 한다.
| 몬트세랫의 코로나19 현황 () 사망자 완치자 현재 환자 수 3월 4월 5월 7월 8월 최근 15일 최근 15일 | 몬트세랫의 코로나19 현황 () 사망자 완치자 현재 환자 수 3월 4월 5월 7월 8월 최근 15일 최근 15일 | 몬트세랫의 코로나19 현황 () 사망자 완치자 현재 환자 수 3월 4월 5월 7월 8월 최근 15일 최근 15일 | 몬트세랫의 코로나19 현황 () 사망자 완치자 현재 환자 수 3월 4월 5월 7월 8월 최근 15일 최근 15일 | 몬트세랫의 코로나19 현황 () 사망자 완치자 현재 환자 수 3월 4월 5월 7월 8월 최근 15일 최근 15일 |
| ---------------------------------------------------------------------------------------------- | ---------------------------------------------------------------------------------------------- | ---------------------------------------------------------------------------------------------- | ---------------------------------------------------------------------------------------------- | ---------------------------------------------------------------------------------------------- |
| 날짜                                                                                           | 날짜                                                                                           |                                                                                                | 누적 확진자 (추가 확진자)                                                                      | 누적 사망자 (추가 사망자)                                                                      |
| 2020-03-18                                                                                     | 2020-03-18                                                                                     |                                                                                                | 1(n.a.)                                                                                        | 0(n.a.)                                                                                        |
| ⋮                                                                                              | ⋮                                                                                              |                                                                                                | 1(=)                                                                                           | 0(n.a.)                                                                                        |
| 2020-03-23                                                                                     | 2020-03-23                                                                                     |                                                                                                | 2(+1)                                                                                          | 0(n.a.)                                                                                        |
| ⋮                                                                                              | ⋮                                                                                              |                                                                                                | 2(=)                                                                                           | 0(n.a.)                                                                                        |
| 2020-03-26                                                                                     | 2020-03-26                                                                                     |                                                                                                | 5(+3)                                                                                          | 0(n.a.)                                                                                        |
| ⋮                                                                                              | ⋮                                                                                              |                                                                                                | 5(=)                                                                                           | 0(n.a.)                                                                                        |
| 2020-04-03                                                                                     | 2020-04-03                                                                                     |                                                                                                | 6(+1)                                                                                          | 0(n.a.)                                                                                        |
| ⋮                                                                                              | ⋮                                                                                              |                                                                                                | 6(=)                                                                                           | 0(n.a.)                                                                                        |
| 2020-04-07                                                                                     | 2020-04-07                                                                                     |                                                                                                | 9(+3)                                                                                          | 0(n.a.)                                                                                        |
| ⋮                                                                                              | ⋮                                                                                              |                                                                                                | 9(=)                                                                                           | 0(n.a.)                                                                                        |
| 2020-04-12                                                                                     | 2020-04-12                                                                                     |                                                                                                | 11(+2)                                                                                         | 0(n.a.)                                                                                        |
| ⋮                                                                                              | ⋮                                                                                              |                                                                                                | 11(=)                                                                                          | 0(n.a.)                                                                                        |
| 2020-04-17                                                                                     | 2020-04-17                                                                                     |                                                                                                | 11(=)                                                                                          | 0(n.a.)                                                                                        |
| ⋮                                                                                              | ⋮                                                                                              |                                                                                                | 11(=)                                                                                          | 0(n.a.)                                                                                        |
| 2020-04-24                                                                                     | 2020-04-24                                                                                     |                                                                                                | 11(=)                                                                                          | 1(n.a.)                                                                                        |
| ⋮                                                                                              | ⋮                                                                                              |                                                                                                | 11(=)                                                                                          | 1(=)                                                                                           |
| 2020-04-29                                                                                     | 2020-04-29                                                                                     |                                                                                                | 11(=)                                                                                          | 1(=)                                                                                           |
| ⋮                                                                                              | ⋮                                                                                              |                                                                                                | 11(=)                                                                                          | 1(=)                                                                                           |
| 2020-05-01                                                                                     | 2020-05-01                                                                                     |                                                                                                | 11(=)                                                                                          | 1(=)                                                                                           |
| ⋮                                                                                              | ⋮                                                                                              |                                                                                                | 11(=)                                                                                          | 1(=)                                                                                           |
| 2020-05-08                                                                                     | 2020-05-08                                                                                     |                                                                                                | 11(=)                                                                                          | 1(=)                                                                                           |
| ⋮                                                                                              | ⋮                                                                                              |                                                                                                | 11(=)                                                                                          | 1(=)                                                                                           |
| 2020-05-15                                                                                     | 2020-05-15                                                                                     |                                                                                                | 11(=)                                                                                          | 1(=)                                                                                           |
| ⋮                                                                                              | ⋮                                                                                              |                                                                                                | 11(=)                                                                                          | 1(=)                                                                                           |
| 2020-07-10                                                                                     | 2020-07-10                                                                                     |                                                                                                | 12(+1)                                                                                         | 1(=)                                                                                           |
| ⋮                                                                                              | ⋮                                                                                              |                                                                                                | 12(=)                                                                                          | 1(=)                                                                                           |
| 2020-08-07                                                                                     | 2020-08-07                                                                                     |                                                                                                | 13(+1)                                                                                         | 1(=)                                                                                           |

## 연혁

### 2020년 3월
3월 18일, 몬트세랫의 첫 확진자가 발견되었다. 그 확진자는 몬트세랫에 도착하기 이전에 런던에서 앤티가섬을 갔던 것으로 확인되었다. 3월 13일, 당국은 확진자가 탄 비행기에서 코로나19 확진자가 발견되었고, 그 후 모든 승객들이 검역을 받고 검사를 받았다고 통보하였다.
3월 23일에는 두 번째 확진자를 확인하였다. 이 환자는 가까운 기간에 여행을 간 적이 없는, 지역 확산의 첫 사례였다.
3월 26일, 세 명의 추가 확진자가 발생하여 총 다섯 명의 코로나19 확진자가 몬트세랫에 발생하였다.

### 2020년 4월
4월 7일, 확진자가 8명으로 늘었다.
4월 24일 코로나19로 인한 첫 사망자가 발생하였다. 사망자는 92세의 여성이다.
4월 25일, 몬트세랫은 두 주 동안 새로운 감염이 없었다.

### 2020년 5월
5월 6일, 수상 조셉 E. 페럴은 코로나19의 테스트 기계가 곧 도착하여 몬트세랫에서 시험을 할 수 있을 것이라고 발표하였다.
5월 12일, 코로나19가 경제에 미친 영향을 발표하였다. 코로나19는 360만 미국 달러의 경제적 혼란을 초래하였다.
5월 15일, 몬트세랫에서의 더 이상 사례는 없는 것으로 알려졌다.

### 2020년 7월
7월 10일 새로운 확진자가 발견되었는데, 그 확진자가 3월부터 섬에 머물러 있었다. 당국은 연락 추적을 통하여 확진자를 찾고 있다.

### 2020년 8월
8월 7일, 마지막으로 남아 있던 두 명까지 코로나를 완치하면서 더 이상의 코로나 확진자는 없게 되었다.

## 예방책
- 2월 24일: 중국(홍콩, 마카오, 타이완 포함), 일본, 말레이시아, 싱가포르, 대한민국, 태국, 이란에 대한 여행을 제한하였다.[22]
- 2월 26일: 여행 제한이 이탈리아 북부까지 확대되었다.[23]
- 3월 14일: 학교에 휴교령이 내어지고 50명 이상의 모임이 금지되었다.[24] 또한 병원과 노인 주택의 방문도 금지되었다.[25]
- 3월 21일: 25명 이상의 모임이 금지되었다. 그리고 여행자는 의무적으로 14일 동안 격리 조치되어 있어야 한다.[26]
- 3월 25일: 4명 이상의 모임이 금지되었다. 그리고 통행금지는 오후 7시에서 새벽 5시까지로 설정되었으며, 필수적이지 않은 해외 출국은 금지되었다. 그리고 비거주자는 비행기나 선박으로의 출입이 금지되었다.[27]
- 3월 28일: 3월 28일부터 4월 14일까지 24시간 통금이 생겼다.[28]
- 4월 9일: 7일간의 완전 폐쇄가 발효됐고, 통행금지가 4월 30일까지 연장됐다. 4월 11일과 12일에는 성을 기준으로4개 그룹으로 나눠 필수품을 살 수 있도록 하였다.[29]
- 4월 17일: 봉쇄 조치가 5월 1일까지 연장됐다. 4월 20일부터 22일까지 성을 통해 필수품을 사는 것이 허용될 것이다.[30]
- 4월 29일: 5월 1일부터 5월 7일까지 필수 업무에 한하여 제한적으로 개방된다. 사람들은 필수적인 사업과 제한된 운동에 한해 집 밖에 나갈 수 있게 되었다.[31]
- 5월 6일: 월요일부터 금요일까지 5시에서 오후 7시까지 사이에 필수 업무에 한해 사람이 공공장소에 출입할 수 있게 되었다. 5시, 8시, 4시에서 6시 반에 4명 이하인 혹은 단독으로 하는 활동이 허용됐다.[32]
- 5월 22일: 통행금지 시간이 오후 8시에서 오전 5시까지로 수정됐다. 주말에도 풀리지는 않을 것이며, 모든 소매점은 다시 문을 열 수 있다. 레스토랑은 포장에 한해 재개장을 할 수 있으며, 공사도 재개됐다. 은퇴자의 가정 방문은 가족만 가능하게 바뀌었다.[33] 그리고 이발사, 교회, 버스, 택시는 엄격한 조건 하에 재운영할 수 있게 되었다. 술집, 나이트, 체육관, 학교는 계속 문을 닫은 채로 있다.[34]

## 같이 보기
- 북아메리카의 코로나19 범유행
- 나라별 코로나19 범유행